# 八木毅 (英文学者)
八木 毅（やぎ つよし、1910年4月16日生まれ）は、英文学者、俳人。
愛媛県生まれ。松山中学校、松山高等学校卒、1934年東京帝国大学文学部英文科卒。外務省嘱託、世界経済調査会主事、1946年明治大学文学部教授、1981年定年。俳句は1933年臼田亜浪に師事し「石楠」に拠る。1981年から『河原』に参加、俳号は八木絵馬。

## 著書
- 『月暈』八木絵馬 七洋社 1949
- 『シェイクスピアの喜劇』研究社出版 1965
- 『無数の空 東京石楠偲草』八木絵馬 浜発行所 1995
- 『回想のそよ風 随筆と紀行』南雲堂 1998

### 翻訳
- J.ウェッブスター『白魔 淫婦ヴィットーリアの生涯』新月社 1949
- 「アセンズのタイモン」『世界古典文学全集 第46巻 (シェイクスピア 第6)』筑摩書房 1966
- H・E・ベイツ『ベイツ短篇集』八潮出版社 1967